# 小雪 (香港)
小雪（英語：Elle Choi，1979年2月7日—），原名蔡雪敏，香港女歌手、演員。

## 簡歷
小雪中學就讀於路德會西門英才中學。2000年出道，同年先後推出三張唱片：同名迷你專輯《小雪》、《說清楚》迷你專輯、《Innovation》迷你專輯。2001年與歌手漢洋合唱歌曲《其實我介意》大熱，成為一時佳話。其後經歷數段婚姻，及後移民澳洲。

## 事業發展
小雪原為模特兒，後獲天網娛樂賞識，拍下她的第一齣電影《娛樂之王》，正式加入娛樂圈，成為BMA首位女歌手。她的首張迷你專輯《小雪》亦於2000年3月推出；同年4月亦與同期新人漢洋舉辦《小雪漢洋演唱會》，以增加其知名度。其後更向電影方面發展，包括BMA投資拍攝的電影《真愛》，於2000年5月6日上映。2000年7月推出第二張EP《說清楚》，隨碟附送《說清楚音樂電影》；12月推出第三張EP《Innovation》。年尾亦參演TVB的處境喜劇《FM701》。雖然短短出道一年，但已經推出了三張EP，數量與上年女新人容祖兒看齊，而且拍攝一部電影及電視劇及舉辦一個小型音樂會，成為當時的「新人王」。
2001年，小雪拍攝電影《不解之謎》，10月更以全新形象進軍台灣及中國大陸市場發展，推出首張國語唱片《那些別人要的....》。2002年，小雪一口氣接拍兩套電影：《騎呢特工》及《我愛一碌葛》，12月推出首張新歌+精選《Listen》。2003年，小雪完全以電影發展為目標，共拍了四部電影：《左輪右妳》、《殺入警察局》、《錢殺人》及《人生中轉站》。
2004年，小雪與BMA解約後，下嫁永安旅遊榮譽主席陳若偉兒子陳迅元，並淡出娛樂圈。同年誕下女兒Ronni。2005年，丈夫陳迅元被雜誌拍到與名字只有一字之差的女藝人蔡慧敏有親熱行為。小雪為此曾與蔡公開對罵。2006年4月，小雪與陳迅元離婚。
2006年12月，已正式辦妥離婚後的小雪決定重新復出，但由於要照顧年幼的女兒，所以決定不簽唱片公司，處於自由身狀態。2007年，小雪為亞洲電視拍攝劇集《靈舍不同》，該劇於11月5日在亞視播出，主題曲更由小雪及陳展鵬合唱。2008年1月，小雪為亞洲電視主唱外購劇《總有艷陽天》主題曲，亞洲電視更表示會為小雪出唱片，但後期並無下文。
2009年2月，被傳媒拍到她與一名男伴看電影及有身孕的相片，小雪親口證實他是再婚的丈夫陳先生，是一名澳洲華裔人士。
2013年4月4日，小雪於西九龍中心出席「沙士十年」活動。小雪稱其子女開始長大，不用再抽太多時間放在他們身上，有復出的意向，並打算多參與慈善工作。
2014年3月，小雪與陳先生離婚，原因不明。2015年2月，小雪與比她年幼四年的韓國男友Robin Cheung在澳洲註冊結婚，是她第三段婚姻，目前以照顧現有的兩個小孩為主，會否再生育嬰兒則順其自然。
2016年，小雪得到其以前的音樂監製吳國敬鼓勵與引薦，下定決心重新製作歌曲；2月推出翻唱本地樂隊Zen的音樂作品《I Remember You》，而其舊東家BMA亦有份投資是次專輯，惟於推出《I Remember You》後已沒有消息。
2018年2月，小雪及漢洋獲無綫電視邀請，在音樂節目《流行經典50年》內再次合唱二人代表作《其實我介意》；小雪並有獻唱由太極樂隊原唱的《每一句說話》。3月，小雪、漢洋二人參與無綫電視清談節目《兄弟幫》之錄影。2019年6月，小雪復參與《流行經典50年》節目錄影，演唱《有你是榮幸》及《深愛著你》兩首歌曲。

## 音樂作品

### 唱片
- 2000年3月：《小雪》EP
- 2000年7月：《說清楚》EP
- 2000年12月：《Innovation》EP
- 2001年10月：《那些別人要的....》(國語大碟)
- 2002年12月：《Listen》(新歌+精選)

### 未出碟單曲
- 2002年：《戀愛Entertaining》（電影《我愛一碌葛》插曲）
- 2007年：《心有靈犀》、《越愛越勇》（與陳展鵬合唱，ATV劇集《靈舍不同》主題曲及插曲）
- 2008年：《讓你愉快》（韓劇《總有艷陽天》粵語主題曲）
- 2011年：《面對》（小雪填詞作品）
- 2013年：《愛情小說》（與譚嘉荃合唱）
- 2016年：《I Remember You》（翻唱Zen作品）

## 派台歌曲成績
| 派台歌曲上榜最高位置  | 派台歌曲上榜最高位置 | 派台歌曲上榜最高位置 | 派台歌曲上榜最高位置 | 派台歌曲上榜最高位置 | 派台歌曲上榜最高位置 | 派台歌曲上榜最高位置  |
| --------------------- | -------------------- | -------------------- | -------------------- | -------------------- | -------------------- | --------------------- |
| 唱片                  | 歌曲                 | 903                  | RTHK                 | 997                  | TVB                  | 備註                  |
| 2000年                |                      |                      |                      |                      |                      |                       |
| 小雪                  | 每一句說話           | -                    | 15                   | 16                   | -                    | 原唱者為太極樂隊      |
| 小雪                  | 有你是榮幸           | 10                   | 3                    | 1                    | 2                    | 首支冠軍歌            |
| 小雪                  | 秘密情人             | -                    | 13                   | -                    | -                    |                       |
| 說清楚                | 說清楚               | 16                   | 5                    | 7                    | 4                    |                       |
| 說清楚                | 一個夏季             | -                    | 11                   | 17                   | -                    |                       |
| Innovation            | 一輩子               | -                    | 5                    | 3                    | 4                    |                       |
| Innovation            | 這分鐘不愛我         | -                    | 13                   | 8                    | 7                    | OT：張宇 ~ 雨一直下   |
| 2001年                |                      |                      |                      |                      |                      |                       |
| 等待                  | 其實我介意           | -                    | 11                   | 5                    | 7                    | 與漢洋合唱            |
| 那些別人要的....      | 菩薩                 | 7                    | 8                    | 3                    | 5                    |                       |
| 那些別人要的....      | 冒險                 | -                    | -                    | -                    | 7                    |                       |
| 2002年                |                      |                      |                      |                      |                      |                       |
| 那些別人要的....      | E-mail               | 9                    | -                    | -                    | -                    |                       |
| Listen小雪 新曲＋精選 | 心甘情願             | -                    | -                    | 16                   | 10                   |                       |
| Listen小雪 新曲＋精選 | 方寸大亂             | -                    | -                    | 2                    | 9                    | 與葉文輝合唱          |
| 2013年                |                      |                      |                      |                      |                      |                       |
| 期待                  | 愛情小說             | -                    | -                    | -                    | -                    | 與譚嘉荃合唱          |
| 2016年                |                      |                      |                      |                      |                      |                       |
|                       | I Remember You       | -                    | -                    | -                    | -                    | 翻唱Zen作品           |
| 2018年                |                      |                      |                      |                      |                      |                       |
| 期待                  | 愛情小說             | -                    | -                    | -                    | -                    | 再次派台 與譚嘉荃合唱 |

| 各台冠軍歌總數 | 各台冠軍歌總數 | 各台冠軍歌總數 | 各台冠軍歌總數 | 各台冠軍歌總數    |
| -------------- | -------------- | -------------- | -------------- | ----------------- |
| 903            | RTHK           | 997            | TVB            | 備註              |
| 0              | 0              | 1              | 0              | 四台冠軍歌總數：0 |

## 演出作品

### 電影
1999年
- 《娛樂之王》

2000年
- 《真愛》

2001年
- 《不解之謎》

2002年
- 《騎呢特工》
- 《我愛一碌葛》

2003年
- 《左輪右妳》
- 《殺入警察局》

2004年
- 《錢殺人》
- 《人生中轉站》

2007年
- 《C+偵探》飾 大頭明妻

### 電視劇
- 2001年：TVB《FM701》
- 2007年-2008年：ATV《靈舍不同》

### 教育電視
- 中二中國語文教育:《楊柳寄別情 (唐詩中的送別文化) （页面存档备份，存于）》

## 外部連結
- 小雪的新浪微博
- 小雪的Facebook專頁
- 小雪的Instagram帳戶
- 小雪在香港影庫上的簡介